# Лудвиг Георг фон Хесен-Хомбург
Лудвиг Георг фон Хесен-Хомбург (на немски: Ludwig Georg, Landgraf von Hessen-Homburg; * 10 януари 1693, Хомбург; † 1 март 1728, дворец Оберброн, Елзас) от род Дом Хесен, е ландграф от Хесен-Хомбург и господар на Оебисфелде-Вининген.

## Биография
Той е син на ландграф Фридрих II фон Хесен-Хомбург (1633 – 1708), известен като принца фон Хомбург, и третата му съпруга графиня София Сибила фон Лайнинген-Вестербург (1656 – 1724), вдовица на граф Йохан Лудвиг фон Лайнинген-Дагсбург-Фалкенбург в Гунтерсблум (1643 – 1687), дъщеря на граф Йохан Лудвиг фон Лайнинген-Вестербург (1625 – 1665) и Сибила Кристина фон Вид (1631 – 1707), дъщеря на граф Херман II фон Вид-Нойвид († 1631) и графиня Юлиана Доротея фон Золмс-Хоензолмс († 1649).
Полубрат е на Фридрих III Якоб (1673 – 1746), ландграф на Хесен-Хомбург, Карл Кристиан (1674 – 1695), убит при Намур в Пфалцската наследствена война, Филип (1676 – 1706), убит в битката на Шпайербах, Казимир Вилхелм (1690 – 1726), Шарлота (1672 – 1738), омъжена 1694 г. за херцог Йохан Ернст III фон Саксония-Ваймар (1664 – 1707), Вилхелмина Мария (1678 – 1770), омъжена 1711 г. за граф Антон II фон Олденбург (1681 – 1738), Елеонора Маргарета (1679 – 1763), деканистка в манастир Херфорд (1761), Елизабет Франциска (1681 – 1707), омъжена 1702 г. за граф княз Фридрих Вилхелм Адолф фон Насау-Зиген (1680 – 1722), и на Емих Леополд фон Лайнинген-Дагсбург-Фалкенбург (1685 – 1719).
През 1665 г. майка му София Сибила фон Лайнинген-Вестербург наследява от баща си 2/3 от господството Оберброн в Елзас. Дъщеря му София Фридерика фон Хесен-Хомбург получава през 1727 г. частта от господството Оберброн като зестра.
Лудвиг Георг фон Хесен-Хомбург умира на 1 март 1728 г. на 35 години в дворец Оберброн в Елзас, Франция.

## Фамилия
Лудвиг Георг фон Хесен-Хомбург се жени на 28 май 1710 г. в Оберзонтхайм за графиня Кристина/Кристиана Магдалена Юлиана фон Лимпург-Зонтхайм (* 25 юни 1683, дворец Шпекфелд; † 2 февруари 1746, Оберзонтхайм), дъщеря на граф Фолрат Шенк фон Лимпург (1641 – 1713) и София Елеонора фон Лимпург-Гайлдорф (1655 – 1722). Те имат три дъщери:
- Фридерика Фолрадина (* 9 април 1711, Оберзонтхайм; † 1 октомври 1711, Оберзонтхайм)
- Фридерика София (* 17 март 1713, Хомбург; † 10 август 1713, Хомбург)
- София Шарлота Доротея Вилхелмина Фридерика фон Хесен-Хомбург, графиня на Лимпург (* 18 февруари 1714, Оберзонтхайм; † 2 май 1777, Унтергрьонинген, Щутгарт), омъжена на 26 септември 1727 г. в Страсбург за граф, от 1744 г. княз Карл Филип Франц фон Хоенлое-Бартенщайн (* 17 юли 1702; † 1 март 1763), син на граф Филип Карл фон Хоенлое-Бартенщайн (1668 – 1729) и втората му съпруга ландграфиня София Леополдина фон Хесен-Рейнфелс-Ротенбург (1681 – 1724).